# Джеймс Кагни
Джеймс Кагни (на английски: James Cagney), е американски филмов и театрален актьор, роден през 1899 година, починал през 1986 година. През 1999 година Американският филмов институт включва Кагни под Номер-8 в класацията на най-големите мъжки звезди на класическото холивудско кино.

## Биография
Джеймс Кагни е роден като Джеймс Франсис Кагни-младши на 17 юли 1899 година в квартала Долен Ийст Сайд на Манхатън, Ню Йорк. Баща му Джеймс Франсис Кагни, старши е от ирландски произход. По време на раждането на сина си, той работи като барман и боксьор-аматьор, въпреки че в свидетелството за раждане е записан като телеграфист. Майка на Кагни-младши е Каролин (моминско Нелсън), дъщеря на капитан на норвежки кораб. Той е второто от седем деца в семейството, две от които не успяват да оцелеят. Като малко дете, Джеймс също е доста болнав, нещо което той по-късно отдава на бедността в която израства.
През 1918 година, Кагни завършва гимназията „Stuyvesant“ в Ню Йорк, след което постъпва в колежа Колумбия към Колумбийския университет, където възнамерява да специализира Изкуство. Уви, само след един семестър в университета, той напуска и се прибира у дома поради смъртта на баща си в резултат на световната пандемия от инфлуенца през 1918 година, наречена още Испански грип.

### Кариера
Започвайки кариерата си като танцьор и комедиант във водевилни постановки, името на Кагни добива широка популярност с влиятелното произведение „Обществен враг“ (1931) на режисьора Уилям А. Уелман. В последвалите десетилетия, Джеймс Кагни е сред най-големите звезди на Холивуд, три пъти номиниран за награда „Оскар“ в категорията за най-добра главна мъжка роля, печелейки отличието за изпълнението си в мюзикъла „Янки Дудъл Денди“ (1942). Сред останалите класически произведения с негово участие са „Ангели с мръсни лица“ (1938) на режисьора Майкъл Къртис, „Бяла жега“ (1949), „Обичай ме или ме напусни“ (1955) и „Раз, два, три“ (1961) на Били Уайлдър. В началото на 1960-те години, той се оттегля от актьорската професия, отдавайки времето си на частната си ферма. Завръща се отново през 1981 година, за роля в класиката на Милош Форман „Рагтайм“.
В периода 1942 – 1944 година Кагни е председател на гилдията на киноактьорите в САЩ.

### Смърт
Джеймс Кагни почива от сърдечен удар във фермата си Дъчис, на Великденска неделя 1986 г., на 86 години. Погребалната литургия се провежда в римокатолическата църква „Св.Франциск де Салес“ в Манхатън.
Погребалното слово е произнесено от неговия близък приятел Роналд Рейгън, който по това време е и президент на Съединените щати. Сред опечалените са боксьорът Флойд Патерсън, танцьорът Михаил Баришников, актьорът Ралф Белами и режисьорът Милош Форман. Губернаторът Марио М. Куомо и кметът Едуард И. Кох също присъстват на службата.
Кагни е погребан в криптата на Градинския мавзолей на гробището на Портата на рая в Хоторн, Ню Йорк.

## Избрана филмография
| Година | Филм                     | Оригинално заглавие       | Роля                     | Режисьор                      | Бележки              |
| ------ | ------------------------ | ------------------------- | ------------------------ | ----------------------------- | -------------------- |
| 1930   | Портал към ада           | The Doorway to Hell       | Стим Майлауей            | Арчи Майо, Майкъл Къртис      |                      |
| 1931   | Обществен враг           | The Public Enemy          | Том Пауърс               | Уилям Уелман                  |                      |
| 1931   | Жените на другите мъже   | Other Men's Women         | Ед Бейли                 | Уилям Уелман                  |                      |
| 1935   | Хора на властта          | G Men                     | Джеймс „Брик“ Дейвис     | Уилям Кийли                   |                      |
| 1935   | Сън в лятна нощ          | A Midsummer Night's Dream | Пък                      | Макс Рейнхардт Уилям Дийтърли |                      |
| 1938   | Ангели с мръсни лица     | Angels with Dirty Faces   | Роки Съливан             | Майкъл Къртис                 | номинация за „Оскар“ |
| 1939   | Момче от Оклахома        | The Oklahoma Kid          | Джим Кинкейд             | Лойд Бейкън                   |                      |
| 1942   | Янки Дудъл Денди         | Yankee Doodle Dandy       | Джордж М. Коен           | Майкъл Къртис                 | награда „Оскар“      |
| 1949   | Бяла жега                | White Heat                | Роки Съливан             | Раул Уолш                     |                      |
| 1955   | Обичай ме или ме напусни | Love Me or Leave Me       | Мартин Снайдър           | Чарлз Видор                   | номинация за „Оскар“ |
| 1957   | Мъж с хиляди лица        | Man of a Thousand Faces   | Лон Чейни                | Джоузеф Певни                 |                      |
| 1961   | Раз, два, три            | One, Two, Three           | С.Р. Макнамара           | Били Уайлдър                  |                      |
| 1981   | Рагтайм                  | Ragtime                   | комисар Ринеландер Валдо | Милош Форман                  |                      |